# 勒桑迪卡
勒桑迪卡（法語：Le Syndicat，法語發音：[lə sɛ̃dika] ⓘ）是法国大東部大區孚日省的一个市镇，位于该省中部偏南，属于埃皮纳勒区。

## 地理
勒桑迪卡（48°1'25"N, 6°41'5"E）面积18.29 平方千米，位于法国大東部大區孚日省，该省份为法国东北部内陆省份，北起默兹省和默尔特-摩泽尔省，西接上马恩省，南至上索恩省和贝尔福地区省，东临上莱茵省和下莱茵省。
与勒桑迪卡接壤的市镇（或旧市镇、城区）包括：圣阿梅、克勒里、多马坦莱勒米尔蒙、拉福尔日、勒托利、瓦涅。

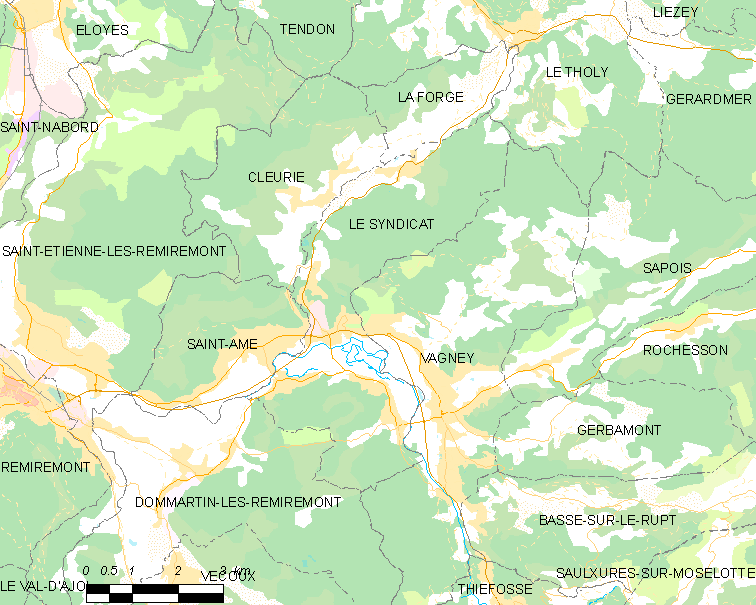
勒桑迪卡的OSM定位图

勒桑迪卡的时区为UTC+01:00、UTC+02:00（夏令时）。

## 行政
勒桑迪卡的邮政编码为88120，INSEE市镇编码为88462。

## 政治
勒桑迪卡所属的省级选区为拉布雷斯县。

## 人口

1962-2008年间勒桑迪卡人口变化图示

勒桑迪卡于2022年1月1日时的人口数量为1859人。